# Станьково (Псковская область)
Станьково — деревня в Новосокольническом районе Псковской области России. Входит в состав Маевской волости.

## География
Расположена в 3 км к северу от озера Удрай, в 14 км к западу от города Новосокольники.

## Население
| 2001 | 2002 | 2010 |
| ---- | ---- | ---- |
| 74   | ↘67  | ↘38  |

Численность населения деревни по оценке на начало 2001 года составляла 74 человека.